# Liga das Nações da UEFA A de 2020–21
A Liga das Nações da UEFA A de 2020–21 é a primeira divisão da edição 2020–21 da Liga das Nações da UEFA, a segunda temporada da competição internacional de futebol envolvendo as seleções masculinas das 55 federações membros da UEFA.

## Formato
Após uma mudança de formato na primeira temporada, a Liga A foi expandida de 12 para 16 times. A Liga A consiste nos melhores classificados entre 1º a 16º na classificação geral da Liga das Nações da UEFA de 2018–19, sendo estes divididos em quatro grupos de quatro. Cada equipe jogará seis partidas dentro de seu grupo, usando o formato de partidas em casa e fora em rodadas duplas em setembro, outubro e novembro de 2020. Os vencedores de cada grupo avançam para as finais da Liga das Nações, e o quarto colocado de cada grupo será rebaixado para a Liga das Nações da UEFA B de 2022–23.
As Finais da Liga das Nações serão disputadas em um formato eliminatório que consiste em semifinais, disputa de terceiro lugar e final. Os semifinalistas serão determinados por sorteio. O país anfitrião será escolhido entre as quatro equipes qualificadas pelo Comitê Executivo da UEFA, sendo os vencedores da final coroados como campeões da Liga das Nações. O árbitro assistente de vídeo (VAR) será usado nas finais. Embora originalmente planejado para 2 a 6 de junho de 2021, as Finais da Liga das Nações foram transferidas para outubro de 2021 após o reagendamento do Campeonato Europeu de Futebol de 2020 para junho e julho de 2021 devido à pandemia de COVID-19.
Os quatro vencedores dos grupos serão sorteados em grupos de cinco times para as Eliminatórias da Copa do Mundo FIFA de 2022 (a fim de acomodar as finais da Liga das Nações).

## Equipes

### Mudanças de equipe
A seguir estão as mudanças de equipe da Liga A da temporada 2018-19:
| Promovido da Liga das Nações B                        |
| ----------------------------------------------------- |
| - Bósnia e Herzegovina - Dinamarca - Suécia - Ucrânia |

As seguintes mudanças de equipe foram inicialmente definidas para ocorrer na Liga A, mas acabaram não ocorrendo depois de nenhuma equipe ter sido rebaixada devido à mudança de formato pela UEFA:
| Inicialmente rebaixado para a Liga das Nações B |
| ----------------------------------------------- |
| - Croácia - Alemanha - Islândia - Polónia       |

### Chaveamento
Na lista de acesso de 2020–21, a UEFA classificou as equipes com base na classificação geral da Liga das Nações da UEFA de 2018–19, com uma pequena modificação: as equipes que foram originalmente rebaixadas na temporada anterior foram classificadas imediatamente abaixo das equipes promovidas antes da mudança de formato. Os potes para a fase da liga foram confirmados em 4 de dezembro de 2019, e foram baseados na classificação da lista de acesso.
| Seleção                       | Rank |
| ----------------------------- | ---- |
| Portugal (detentor do título) | 1    |
| Países Baixos                 | 2    |
| Inglaterra                    | 3    |
| Suíça                         | 4    |

| Seleção | Rank |
| ------- | ---- |
| Bélgica | 5    |
| França  | 6    |
| Espanha | 7    |
| Itália  | 8    |

| Seleção              | Rank |
| -------------------- | ---- |
| Bósnia e Herzegovina | 9    |
| Ucrânia              | 10   |
| Dinamarca            | 11   |
| Suécia               | 12   |

| Seleção  | Rank |
| -------- | ---- |
| Croácia  | 13   |
| Polónia  | 14   |
| Alemanha | 15   |
| Islândia | 16   |

O sorteio para a fase de grupos ocorreu no Beurs van Berlage Conference Centre em Amesterdão, Holanda, em 3 de março de 2020. Cada grupo contém uma equipe de cada pote.

## Grupos
O calendário original foi confirmado pela UEFA em 3 de março de 2020, após o sorteio. O calendário da fase de grupos foi revista pelo Comitê Executivo da UEFA durante a sua reunião de 17 de junho de 2020. Na reunião, a UEFA decidiu ajustar o calendário de jogos para outubro e novembro de 2020, a fim de que um jogo adicional fosse disputado em cada janela.
Nas rodadas 1 até 4 (setembro e outubro de 2020) o fuso horário utilizado será o UTC+2. E nas rodadas 5 e 6 (novembro de 2020) será utilizado o fuso horário UTC+1.
|  | Equipe classificada para a semifinal                         |
|  | Equipe rebaixada para a Liga das Nações da UEFA B de 2022–23 |

### Grupo 1
| Pos | Equipe                   | Pts | J | V | E | D | GP | GC | SG | Classificação ou descenso   |     | Itália | Países Baixos | Polónia | Bósnia e Herzegovina |
| --- | ------------------------ | --- | - | - | - | - | -- | -- | -- | --------------------------- | --- | ------ | ------------- | ------- | -------------------- |
| 1   | Itália                   | 12  | 6 | 3 | 3 | 0 | 7  | 2  | +5 | Qualificado para Fase final |     | —      | 1–1           | 2–0     | 1–1                  |
| 2   | Países Baixos            | 11  | 6 | 3 | 2 | 1 | 7  | 4  | +3 |                             |     | 0–1    | —             | 1–0     | 3–1                  |
| 3   | Polónia                  | 7   | 6 | 2 | 1 | 3 | 6  | 6  | 0  |                             | 0–0 | 1–2    | —             | 3–0     |                      |
| 4   | Bósnia e Herzegovina (R) | 2   | 6 | 0 | 2 | 4 | 3  | 11 | −8 | Rebaixado à Liga B          |     | 0–2    | 0–0           | 1–2     | —                    |

| 4 de setembro de 2020 | Itália    | 1 – 1     | Bósnia e Herzegovina | Estádio Artemio Franchi, Florença               |
| 20:45                 | Sensi 68' | Relatório | Džeko 58'            | Público: 0 Árbitro: GRE Anastasios Sidiropoulos |

| 4 de setembro de 2020 | Países Baixos | 1 – 0     | Polónia | Johan Cruijff Arena, Amesterdão        |
| 20:45                 | Bergwijn 62'  | Relatório |         | Público: 0 Árbitro: BUL Georgi Kabakov |

| 7 de setembro de 2020 | Bósnia e Herzegovina   | 1 – 2     | Polónia                   | Estádio Bilino Polje, Zenica         |
| 20:45                 | Hajradinović 25' (pen) | Relatório | Glik 45+1' · Grosicki 68' | Público: 0 Árbitro: TUR Cüneyt Çakır |

| 7 de setembro de 2020 | Países Baixos | 0 – 1     | Itália        | Johan Cruijff Arena, Amesterdão     |
| 20:45                 |               | Relatório | Barella 45+2' | Público: 0 Árbitro: GER Felix Brych |

| 11 de outubro de 2020 | Bósnia e Herzegovina | 0 – 0     | Países Baixos | Estádio Bilino Polje, Zenica              |
| 18:00                 |                      | Relatório |               | Público: 1 600 Árbitro: ROU István Kovács |

| 11 de outubro de 2020 | Polónia | 0 – 0     | Itália | Stadion Energa Gdańsk, Gdansk                  |
| 20:45                 |         | Relatório |        | Público: 9 200 Árbitro: ESP José María Sánchez |

| 14 de outubro de 2020 | Itália         | 1 – 1     | Países Baixos   | Estádio Atleti Azzurri d'Italia, Bérgamo |
| 20:45                 | Pellegrini 16' | Relatório | van de Beek 25' | Público: 0 Árbitro: ENG Anthony Taylor   |

| 14 de outubro de 2020 | Polónia                              | 3 – 0     | Bósnia e Herzegovina | Estádio Municipal, Breslávia |
| 20:45                 | Lewandowski 40', 52' · Linetty 45+1' | Relatório |                      | Árbitro: ENG Craig Pawson    |

| 15 de novembro de 2020 | Países Baixos                 | 3 – 1     | Bósnia e Herzegovina | Johan Cruijff Arena, Amesterdão |
| 18:00                  | Wijnaldum 6', 14' · Depay 55' | Relatório | Prevljak 63'         | Árbitro: FRA François Letexier  |

| 15 de novembro de 2020 | Itália                           | 2 – 0     | Polónia | Mapei Stadium, Reggio Emilia |
| 20:45                  | Jorginho 27' (pen) · Berardi 84' | Relatório |         | Árbitro: FRA Clément Turpin  |

| 18 de novembro de 2020 | Bósnia e Herzegovina | 0 – 2     | Itália                    | Stadion Grbavica, Sarajevo     |
| 20:45                  |                      | Relatório | Belotti 22' · Berardi 68' | Árbitro: POR Artur Soares Dias |

| 18 de novembro de 2020 | Polónia    | 1 – 2     | Países Baixos                   | Stadion Śląski, Chorzów    |
| 20:45                  | Jóźwiak 6' | Relatório | Depay 77' (pen) · Wijnaldum 84' | Árbitro: ISR Orel Grinfeld |

### Grupo 2
| Pos | Equipe       | Pts | J | V | E | D | GP | GC | SG  | Classificação ou descenso   |     | Bélgica | Dinamarca | Inglaterra | Islândia |
| --- | ------------ | --- | - | - | - | - | -- | -- | --- | --------------------------- | --- | ------- | --------- | ---------- | -------- |
| 1   | Bélgica      | 15  | 6 | 5 | 0 | 1 | 16 | 6  | +10 | Qualificado para Fase final |     | —       | 4–2       | 2–0        | 5–1      |
| 2   | Dinamarca    | 10  | 6 | 3 | 1 | 2 | 8  | 7  | +1  |                             |     | 0–2     | —         | 0–0        | 2–1      |
| 3   | Inglaterra   | 10  | 6 | 3 | 1 | 2 | 7  | 4  | +3  |                             | 2–1 | 0–1     | —         | 4–0        |          |
| 4   | Islândia (R) | 0   | 6 | 0 | 0 | 6 | 3  | 17 | −14 | Rebaixado à Liga B          |     | 1–2     | 0–3       | 0–1        | —        |

1. 1 2  Pontos no confronto direto: Dinamarca 4, Inglaterra 1.

| 5 de setembro de 2020 | Islândia | 0 – 1     | Inglaterra           | Laugardalsvöllur, Reiquiavique          |
| 18:00                 |          | Relatório | Sterling 90+1' (pen) | Público: 0 Árbitro: SRB Srđan Jovanović |

| 5 de setembro de 2020 | Dinamarca | 0 – 2     | Bélgica                   | Estádio Parken, Copenhaga              |
| 20:45                 |           | Relatório | Denayer 10' · Mertens 77' | Público: 0 Árbitro: SUI Sandro Schärer |

| 8 de setembro de 2020 | Bélgica                                                  | 5 – 1     | Islândia        | Estádio Rei Balduíno, Bruxelas           |
| 20:45                 | Witsel 14' · Batshuayi 18', 70' · Mertens 51' · Doku 80' | Relatório | Friðjónsson 11' | Público: 0 Árbitro: POL Paweł Raczkowski |

| 8 de setembro de 2020 | Dinamarca | 0 – 0     | Inglaterra | Estádio Parken, Copenhaga             |
| 20:45                 |           | Relatório |            | Público: 0 Árbitro: ROU István Kovács |

| 11 de outubro de 2020 | Inglaterra                     | 2 – 1     | Bélgica          | Estádio de Wembley, Londres            |
| 18:00                 | Rashford 39' (pen) · Mount 65' | Relatório | Lukaku 16' (pen) | Público: 0 Árbitro: GER Tobias Stieler |

| 11 de outubro de 2020 | Islândia | 0 – 3     | Dinamarca                                        | Laugardalsvöllur, Reiquiavique         |
| 20:45                 |          | Relatório | Sigurjónsson 45' (g.c.) · Eriksen 46' · Skov 61' | Público: 60 Árbitro: SWE Bojan Pandžić |

| 14 de outubro de 2020 | Inglaterra | 0 – 1     | Dinamarca         | Estádio de Wembley, Londres               |
| 20:45                 |            | Relatório | Eriksen 35' (pen) | Público: 0 Árbitro: ESP Jesús Gil Manzano |

| 14 de outubro de 2020 | Islândia      | 1 – 2     | Bélgica              | Laugardalsvöllur, Reiquiavique |
| 20:45                 | Sævarsson 17' | Relatório | Lukaku 9', 38' (pen) | Árbitro: LVA Andris Treimanis  |

| 15 de novembro de 2020 | Bélgica                     | 2 – 0     | Inglaterra | Den Dreef, Lovaina          |
| 20:45                  | Tielemans 10' · Mertens 24' | Relatório |            | Árbitro: NED Danny Makkelie |

| 15 de novembro de 2020 | Dinamarca                      | 2 – 1     | Islândia        | Estádio Parken, Copenhaga     |
| 20:45                  | Eriksen 12' (pen), 90+2' (pen) | Relatório | Kjartansson 85' | Árbitro: TUR Halil Umut Meler |

| 18 de novembro de 2020 | Bélgica                                        | 4 – 2     | Dinamarca                    | Den Dreef, Lovaina         |
| 20:45                  | Tielemans 3' · Lukaku 56', 69' · De Bruyne 87' | Relatório | Wind 17' · Chadli 86' (g.c.) | Árbitro: SVN Slavko Vinčić |

| 18 de novembro de 2020 | Inglaterra                            | 4 – 0     | Islândia | Estádio de Wembley, Londres  |
| 20:45                  | Rice 20' · Mount 24' · Foden 80', 84' | Relatório |          | Árbitro: POR Fábio Verissimo |

### Grupo 3
| Pos | Equipe     | Pts | J | V | E | D | GP | GC | SG | Classificação ou descenso   |     | França | Portugal | Croácia | Suécia |
| --- | ---------- | --- | - | - | - | - | -- | -- | -- | --------------------------- | --- | ------ | -------- | ------- | ------ |
| 1   | França     | 16  | 6 | 5 | 1 | 0 | 12 | 5  | +7 | Qualificado para Fase final |     | —      | 0–0      | 4–2     | 4–2    |
| 2   | Portugal   | 13  | 6 | 4 | 1 | 1 | 12 | 4  | +8 |                             |     | 0–1    | —        | 4–1     | 3–0    |
| 3   | Croácia    | 3   | 6 | 1 | 0 | 5 | 9  | 16 | −7 |                             | 1–2 | 2–3    | —        | 2–1     |        |
| 4   | Suécia (R) | 3   | 6 | 1 | 0 | 5 | 5  | 13 | −8 | Rebaixado à Liga B          |     | 0–1    | 0–2      | 2–1     | —      |

1. 1 2  Empatados no confronto direto. A diferença geral de gols foi usada como desempate.

| 5 de setembro de 2020 | Portugal                                                               | 4 – 1     | Croácia        | Estádio do Dragão, Porto             |
| 20:45                 | João Cancelo 42' · Diogo Jota 59' · João Félix 71' · André Silva 90+6' | Relatório | Petković 90+2' | Público: 0 Árbitro: ITA Davide Massa |

| 5 de setembro de 2020 | Suécia | 0 – 1     | França     | Friends Arena, Solna                     |
| 20:45                 |        | Relatório | Mbappé 42' | Público: 0 Árbitro: POL Szymon Marciniak |

| 8 de setembro de 2020 | França                                                                    | 4 – 2     | Croácia                  | Stade de France, Saint-Denis           |
| 20:45                 | Griezmann 44' · Livaković 45+2' (g.c.) · Upamecano 66' · Giroud 78' (pen) | Relatório | Lovren 18' · Brekalo 56' | Público: 0 Árbitro: ROU Ovidiu Hațegan |

| 8 de setembro de 2020 | Suécia | 0 – 2     | Portugal           | Friends Arena, Solna                   |
| 20:45                 |        | Relatório | Ronaldo 45+2', 73' | Público: 0 Árbitro: NED Danny Makkelie |

| 11 de outubro de 2020 | Croácia                   | 2 – 1     | Suécia   | Estádio Maksimir, Zagreb |
| 18:00                 | Vlašić 32' · Kramarić 84' | Relatório | Berg 66' | Árbitro: SCO John Beaton |

| 11 de outubro de 2020 | França | 0 – 0     | Portugal | Stade de France, Saint-Denis                        |
| 20:45                 |        | Relatório |          | Público: 1 000 Árbitro: ESP Carlos del Cerro Grande |

| 14 de outubro de 2020 | Croácia    | 1 – 2     | França                    | Estádio Maksimir, Zagreb   |
| 20:45                 | Vlašić 64' | Relatório | Griezmann 8' · Mbappé 79' | Árbitro: NED Björn Kuipers |

| 14 de outubro de 2020 | Portugal                                 | 3 – 0     | Suécia | Estádio José Alvalade, Lisboa |
| 20:45                 | Bernardo Silva 21' · Diogo Jota 44', 72' | Relatório |        | Árbitro: SRB Srđan Jovanović  |

| 14 de novembro de 2020 | Portugal | 0 – 1     | França    | Estádio da Luz, Lisboa      |
| 20:45                  |          | Relatório | Kanté 53' | Árbitro: GER Tobias Stieler |

| 14 de novembro de 2020 | Suécia                           | 2 – 1     | Croácia              | Friends Arena, Solna        |
| 20:45                  | Kulusevski 36' · Danielson 45+2' | Relatório | Danielson 82' (g.c.) | Árbitro: GER Daniel Siebert |

| 17 de novembro de 2020 | Croácia          | 2 – 3     | Portugal                             | Estádio Poljud, Split       |
| 20:45                  | Kovačić 29', 65' | Relatório | Rúben Dias 52', 90' · João Félix 60' | Árbitro: ENG Michael Oliver |

| 17 de novembro de 2020 | França                                     | 4 – 2     | Suécia                    | Stade de France, Saint-Denis  |
| 20:45                  | Giroud 16', 59' · Pavard 36' · Coman 90+5' | Relatório | Claesson 4' · Quaison 88' | Árbitro: BLR Aleksei Kulbakov |

### Grupo 4
| Pos | Equipe      | Pts | J | V | E | D | GP | GC | SG  | Classificação ou descenso   |     | Espanha | Alemanha | Suíça | Ucrânia |
| --- | ----------- | --- | - | - | - | - | -- | -- | --- | --------------------------- | --- | ------- | -------- | ----- | ------- |
| 1   | Espanha     | 11  | 6 | 3 | 2 | 1 | 13 | 3  | +10 | Qualificado para Fase final |     | —       | 6–0      | 1–0   | 4–0     |
| 2   | Alemanha    | 9   | 6 | 2 | 3 | 1 | 10 | 13 | −3  |                             |     | 1–1     | —        | 3–3   | 3–1     |
| 3   | Suíça       | 6   | 6 | 1 | 3 | 2 | 9  | 8  | +1  |                             | 1–1 | 1–1     | —        | 3–0   |         |
| 4   | Ucrânia (R) | 6   | 6 | 2 | 0 | 4 | 5  | 13 | −8  | Rebaixado à Liga B          |     | 1–0     | 1–2      | 2–1   | —       |

1. 1 2  Empatados no confronto direto. Diferença de gols no confronto direto: Suíça +2, Ucrânia -2.
2. ↑  A partida Suíça x Ucrânia foi concedida como uma vitória por 3 a 0 para a Suíça após ser cancelada, já que a Ucrânia foi colocada em quarentena antes da partida devido a testes positivos de SARS-CoV- 2 na equipe.

| 3 de setembro de 2020 | Alemanha   | 1 – 1     | Espanha    | Mercedes-Benz Arena, Estugarda         |
| 20:45                 | Werner 51' | Relatório | Gayà 90+6' | Público: 0 Árbitro: ITA Daniele Orsato |

| 3 de setembro de 2020 | Ucrânia                        | 2 – 1     | Suíça         | Arena Lviv, Leópolis                   |
| 20:45                 | Yarmolenko 15' · Zinchenko 69' | Relatório | Seferović 42' | Público: 0 Árbitro: SWE Andreas Ekberg |

| 6 de setembro de 2020 | Espanha                                            | 4 – 0     | Ucrânia | Estádio Alfredo Di Stéfano, Madrid     |
| 20:45                 | Sergio Ramos 4' (pen), 30' · Fati 33' · Ferrán 85' | Relatório |         | Público: 0 Árbitro: FRA Benoît Bastien |

| 6 de setembro de 2020 | Suíça      | 1 – 1     | Alemanha     | St. Jakob-Park, Basileia               |
| 20:45                 | Widmer 59' | Relatório | Gündoğan 15' | Público: 0 Árbitro: ENG Michael Oliver |

| 10 de outubro de 2020 | Espanha       | 1 – 0     | Suíça | Estádio Alfredo Di Stéfano, Madrid    |
| 20:45                 | Oyarzabal 14' | Relatório |       | Público: 0 Árbitro: TUR Ali Palabıyık |

| 10 de outubro de 2020 | Ucrânia               | 1 – 2     | Alemanha                  | Estádio Olímpico, Kiev                     |
| 20:45                 | Malinovskyi 77' (pen) | Relatório | Ginter 20' · Goretzka 49' | Público: 17 573 Árbitro: ISR Orel Grinfeld |

| 13 de outubro de 2020 | Alemanha                              | 3 – 3     | Suíça                            | RheinEnergieStadion, Colônia         |
| 20:45                 | Werner 28' · Havertz 55' · Gnabry 60' | Relatório | Gavranović 5', 57' · Freuler 26' | Público: 0 Árbitro: FRA Ruddy Buquet |

| 13 de outubro de 2020 | Ucrânia       | 1 – 0     | Espanha | Estádio Olímpico, Kiev                 |
| 20:45                 | Tsyhankov 76' | Relatório |         | Público: 10 495 Árbitro: POL Paweł Gil |

| 14 de novembro de 2020 | Alemanha                   | 3 – 1     | Ucrânia       | Red Bull Arena, Leipzig     |
| 20:45                  | Sané 23' · Werner 33', 64' | Relatório | Yaremchuk 12' | Árbitro: ROU Ovidiu Hațegan |

| 14 de novembro de 2020 | Suíça       | 1 – 1     | Espanha    | St. Jakob-Park, Basileia    |
| 20:45                  | Freuler 26' | Relatório | Gerard 89' | Árbitro: SCO William Collum |

| 17 de novembro de 2020 | Espanha                                                       | 6 – 0     | Alemanha | Estádio de La Cartuja, Sevilha |
| 20:45                  | Morata 17' · Ferrán 33', 55', 71' · Rodri 38' · Oyarzabal 89' | Relatório |          | Árbitro: SWE Andreas Ekberg    |

| 17 de novembro de 2020 | Suíça | 3 – 0     | Ucrânia | Swissporarena, Lucerna               |
| 20:45                  |       | Relatório |         | Árbitro: GRE Anastasios Sidiropoulos |

## Fase final
O anfitrião das Finais da Liga das Nações será selecionado entre as quatro seleções classificadas. Os pares das semifinais serão determinados por meio de sorteio aberto. O sorteio será realizado em 3 de dezembro de 2020.
Seleções classificadas
- Bélgica
- França
- Itália (sede)
- Espanha

|  | Semifinais            | Semifinais |                       |   | Final | Final |
|  |                       |            |                       |   |       |       |
|  | 6 de outubro - Milão  |            |                       |   |       |       |
|  |                       |            |                       |   |       |       |
|  | Itália                | 1          |                       |   |       |       |
|  | Itália                | 1          | 10 de outubro - Milão |   |       |       |
|  | Espanha               | 2          |                       |   |       |       |
|  | Espanha               | 2          | Espanha               | 1 |       |       |
|  | 7 de outubro - Turim  |            | Espanha               | 1 |       |       |
|  |                       | França     | 2                     |   |       |       |
|  | Bélgica               | França     | 2                     | 2 |       |       |
|  | Bélgica               |            |                       | 2 |       |       |
|  | França                | 3          |                       |   |       |       |
|  | França                | 3          | Terceiro lugar        |   |       |       |
|  |                       |            |                       |   |       |       |
|  | 10 de outubro - Turim |            |                       |   |       |       |
|  |                       |            |                       |   |       |       |
|  | Itália                | 2          |                       |   |       |       |
|  | Itália                | 2          |                       |   |       |       |
|  | Bélgica               | 1          |                       |   |       |       |

## Classificação geral
As 16 equipes da Liga A serão classificadas entre 1º à 16º na Liga das Nações da UEFA de 2020–21 de acordo com as seguintes regras:
- As equipes que terminarem em primeiro nos grupos serão classificadas entre 1º à 4º de acordo com os resultados das Finais da Liga das Nações.
- As equipes que terminarem em segundo lugar nos grupos serão classificadas entre 5º a 8º de acordo com os resultados da fase de grupos.
- As equipes que terminarem em terceiro lugar nos grupos serão classificadas entre 9º e 12º de acordo com os resultados da fase de grupos.
- As equipes que terminarem em quarto lugar nos grupos serão classificadas entre 13º e 16º de acordo com os resultados da fase de grupos.

| Pos | Grp | Equipe               | Pts | J | V | E | D | GP | GC | SG  |
| --- | --- | -------------------- | --- | - | - | - | - | -- | -- | --- |
| 1   | A3  | França               | 16  | 6 | 5 | 1 | 0 | 12 | 5  | +7  |
| 2   | A4  | Espanha              | 11  | 6 | 3 | 2 | 1 | 13 | 3  | +10 |
| 3   | A1  | Itália               | 12  | 6 | 3 | 3 | 0 | 7  | 2  | +5  |
| 4   | A2  | Bélgica              | 15  | 6 | 5 | 0 | 1 | 16 | 6  | +10 |
|     |     |                      |     |   |   |   |   |    |    |     |
| 5   | A3  | Portugal             | 13  | 6 | 4 | 1 | 1 | 12 | 4  | +8  |
| 6   | A1  | Países Baixos        | 11  | 6 | 3 | 2 | 1 | 7  | 4  | +3  |
| 7   | A2  | Dinamarca            | 10  | 6 | 3 | 1 | 2 | 8  | 7  | +1  |
| 8   | A4  | Alemanha             | 9   | 6 | 2 | 3 | 1 | 10 | 13 | −3  |
|     |     |                      |     |   |   |   |   |    |    |     |
| 9   | A2  | Inglaterra           | 10  | 6 | 3 | 1 | 2 | 7  | 4  | +3  |
| 10  | A1  | Polónia              | 7   | 6 | 2 | 1 | 3 | 6  | 6  | 0   |
| 11  | A4  | Suíça                | 6   | 6 | 1 | 3 | 2 | 9  | 8  | +1  |
| 12  | A3  | Croácia              | 3   | 6 | 1 | 0 | 5 | 9  | 16 | −7  |
|     |     |                      |     |   |   |   |   |    |    |     |
| 13  | A4  | Ucrânia              | 6   | 6 | 2 | 0 | 4 | 5  | 13 | −8  |
| 14  | A3  | Suécia               | 3   | 6 | 1 | 0 | 5 | 5  | 13 | −8  |
| 15  | A1  | Bósnia e Herzegovina | 2   | 6 | 0 | 2 | 4 | 3  | 11 | −8  |
| 16  | A2  | Islândia             | 0   | 6 | 0 | 0 | 6 | 3  | 17 | −14 |

## Estatísticas

### Artilheiros
3 gols
- BEL Romelu Lukaku
- POR Diogo Jota

2 gols
- BEL Dries Mertens
- BEL Michy Batshuayi
- CRO Nikola Vlašić
- DEN Christian Eriksen
- GER Timo Werner
- FRA Antoine Griezmann
- FRA Kylian Mbappé
- ESP Sergio Ramos
- POL Robert Lewandowski
- POR Cristiano Ronaldo
- SUI Mario Gavranović

1 gol
- BEL Jason Denayer
- BEL Axel Witsel
- BEL Jérémy Doku
- BIH Edin Džeko
- BIH Haris Hajradinović
- CRO Bruno Petković
- CRO Dejan Lovren
- CRO Josip Brekalo
- CRO Andrej Kramarić
- DEN Robert Skov
- ENG Raheem Sterling
- ENG Marcus Rashford
- ENG Mason Mount
- FRA Dayot Upamecano
- FRA Olivier Giroud
- GER İlkay Gündoğan
- GER Matthias Ginter
- GER Leon Goretzka
- GER Kai Havertz
- GER Serge Gnabry
- ISL Hólmbert Friðjónsson
- ISL Birkir Sævarsson
- ITA Stefano Sensi
- ITA Nicolò Barella
- ITA Lorenzo Pellegrini
- NED Steven Bergwijn
- NED Donny van de Beek
- POL Kamil Glik
- POL Kamil Grosicki
- POL Karol Linetty
- POR João Cancelo
- POR João Félix
- POR André Silva
- POR Bernardo Silva
- ESP José Luis Gayà
- ESP Ansu Fati
- ESP Ferrán Torres
- ESP Mikel Oyarzabal
- SWE Marcus Berg
- SUI Haris Seferović
- SUI Silvan Widmer
- SUI Remo Freuler
- UKR Andriy Yarmolenko
- UKR Oleksandr Zinchenko
- UKR Ruslan Malinovskiy
- UKR Viktor Tsyhankov

Gol-contra
- CRO Dominik Livaković (para França)
- ISL Rúnar Sigurjónsson (para Dinamarca)